# Letícia Izidoro
Letícia Izidoro Lima da Silva, conhecida também como Lelê (Rio de Janeiro, 13 de agosto de 1994), é uma futebolista brasileira que atua como goleira.
Apesar da curta carreira, Letícia soma títulos nacionais e internacionais, conquistando pelo São José a Libertadores em 2014 e a única edição do Mundial de Clubes organizado pela Associação de Futebol do Japão - mas não validado pela FIFA - , também em 2014, no time que contava também com as experientes Rosana e Formiga. O time venceu o Arsenal Ladies por 2x0.
A jogadora também foi destaque do Corinthians, tendo conquistado o Brasileirão em 2018 e 2020, as Libertadores de 2017 e 2019, além de dois campeonatos paulistas consecutivos.
Atualmente, é jogadora do Corinthians.

## Carreira

### Início
Logo que começou a jogar bola, Letícia planejava ser atacante. Sem se destacar na linha, acabou indo para o gol. De início alegava não gostar da posição, mas depois admitiu que não teria dado certo em outra área. Descrita como "explosiva" na meta, compensa a altura com elasticidade, sendo considerada de tamanho mediano em comparação a homens goleiros.
O primeiro clube da arqueira foi o Kindermann, em 2010, com 16 anos. Na sequência, defendeu por dois anos o Vitória das Tabocas, do Pernambuco. Retornou à equipe catarinense por mais duas temporadas e depois seguiu para o futebol paulista, onde passou por São José, Centro Olímpico e Corinthians/Audax, antes de se firmar como jogadora do Corinthians.

### Seleção
Lelê esteve em todas as categorias de base da Seleção Brasileira, passando por sub-17 e sub-20 antes de ser convocada para a seleção principal. Em 2012, aos 18 anos, enquanto se preparava para o Mundial sub-20 da categoria, no Japão, foi chamada para integrar a equipe adulta que jogou a Olimpíada de Londres.
A jogadora também fez parte da seleção permanente montada para o ciclo da Copa do Mundo de 2015, no Canadá, e dos Jogos Olímpicos de 2016, realizados no Rio de Janeiro. Ela esteve no Mundial, mas acabou não sendo convocada para a Olimpíada em sua terra natal. Em 2018, integrou o elenco que venceu a Copa América. No ano seguinte foi novamente convocada para a Copa do Mundo e viajou até a França.

### Libertadores 2017
Seu maior destaque da carreira foi à frente do gol na disputa de pênaltis que decidiu a Libertadores de 2017 para o Corinthians/Audax. Diante do Colo-Colo (Chile), após o tempo regular terminar em 0 a 0, a goleira defendeu duas cobranças e teve papel fundamental na conquista do título.
Com o fim da parceria entre as equipes, Lelê optou por permanecer no Corinthians mesmo alegando ter recebido propostas de outros clubes.

## Vida pessoal
Letícia é abertamente lésbica, tendo um relacionamento com a goleira Mariana Dantas.

## Títulos

### São José
- Campeonato Paulista: 2014
- Copa Libertadores da América: 2014
- Mundial de Clubes: 2014

### Corinthians/Audax
- Copa do Brasil: 2016
- Copa Libertadores da América: 2017

### Corinthians
- Campeonato Brasileiro: 2018, 2020, 2022, 2023
- Copa Libertadores da América: 2019, 2023
- Campeonato Paulista: 2019, 2020, 2023
- Copa Paulista: 2022
- Supercopa do Brasil: 2023

### Seleção Brasileira
- Sul-Americano Sub-20: 2012 e 2014
- Copa América de 2018

### Prêmios Individuais
- Melhor goleira do Campeonato Paulista: 2017
- Bola de Prata - Melhor goleira: 2022